# ادموند
ادموند ممکن است به یکی از موارد زیر اشاره داشته باشد:
- ادموند (پادشاه آنگلیای شرقی)
- ادموند یکم انگلستان
- ادموند دوم انگلستان
- ادموند برک
- ادموند موسکی
- ادموند گتیه
- ادموند گولدینگ
- ادموند هوسرل
- ادموند آیرونساید
- ادموند اسپنسر